# Williamson County, Illinois
Williamson County är ett administrativt område i delstaten Illinois, USA, med 66 357 invånare. Den administrativa huvudorten (county seat) är Marion. 

## Geografi
Enligt United States Census Bureau har countyt en total area på 1 151 km². 1 097 km² av den arean är land och 54 km² är vatten.

### Angränsande countyn
- Franklin County - nord
- Saline County - öst
- Pope County - sydöst
- Johnson County - syd
- Union County - sydväst
- Jackson County - väst

### Orter
- Carterville
- Creal Springs
- Herrin
- Hurst
- Johnston City
- Marion (huvudort, delvis i Johnson County)